# M'Kira
M'Kira (în arabă مكيرة) este o comună din provincia Tizi Ouzou, Algeria.
Populația comunei este de 17.690 de locuitori (2008).